# Gradually Going Tornado
Gradually Going Tornado è il terzo e ultimo album in studio del gruppo fusion britannico Bruford.

## Descrizione
Il disco prende il nome dal titolo del quadro raffigurato in copertina, opera del pittore rumeno Paul Neagu. L'album fu l'unico lavoro in studio registrato dalla formazione comprendente il chitarrista John Clark, subentrato ad Allan Holdsworth nel 1979 e già apparso sul disco dal vivo The Bruford Tapes di quell'anno. Clark, allievo dello stesso Holdsworth, su tutte le note di copertina e nei comunicati stampa del gruppo fu sempre indicato per scherzo come The Unknown John Clark («lo sconosciuto John Clark»), in quanto relativamente nuovo al grande pubblico a confronto del suo predecessore.
Se il precedente One of a Kind era interamente strumentale, quest'album torna a includere testi – per l'occasione cantati dal bassista Jeff Berlin – su quattro delle otto tracce.
Il brano Gothic 17 ospita la violoncellista Georgina "Georgie" Born, già nei National Health assieme al tastierista Dave Stewart nonché ex collaboratrice dal vivo degli Henry Cow, mentre sulla traccia Land's End appaiono le voci di Amanda Parsons e Barbara Gaskin, anch'esse in precedenza colleghe di Stewart in Egg e Hatfield and the North.
I Bruford si sciolsero definitivamente nel settembre del 1980, subito dopo le due tournée legate a quest'album e il loro bandleader, il batterista Bill Bruford, dall'inizio del 1981 tornò nei ricostituiti King Crimson.

## Tracce
Lato A
1. Age of Information – 4:56 (Bill Bruford, Dave Stewart)
2. Gothic 17 – 5:09 (Bruford, Stewart)
3. Joe Frazier (strumentale) – 4:46 (musica: Jeff Berlin)
4. √ Q.E.D. (strumentale) – 7:57 (musica: Bruford, Stewart)

Lato B
1. The Sliding Floor – 5:07 (Berlin, Bruford, Stewart)
2. Palewell Park (strumentale) – 4:04 (musica: Bruford)
3. Plans for J.D. – 4:06 (Bruford)
4. Land’s End (strumentale) – 10:24 (musica: Stewart)

## Formazione
Gruppo
- Bill Bruford – batteria
- 'The Unknown' John Clark – chitarra elettrica
- Dave Stewart – tastiere
- Jeff Berlin – basso, voce

Ospiti
- Georgina Born – violoncello (traccia 2)
- Barbara Gaskin – cori (traccia 8)
- Amanda Parsons – cori (traccia 8)